# Holocryptis atrifusa
Holocryptis atrifusa là một loài bướm đêm trong họ Noctuidae.